# Psilotrichum
Psilotrichum es un género de  fanerógamas  pertenecientes a la familia Amaranthaceae.  Comprende 60 especies descritas y de estas, solo 5 aceptadas.

## Taxonomía
El género fue descrito por Carl Ludwig Blume y publicado en Bijdragen tot de flora van Nederlandsch Indië 544. 1825[1826]. La especie tipo es: Psilotrichum trichotomum Blume. 

## Especies aceptadas
A continuación se brinda un listado de las especies del género Psilotrichum aceptadas hasta octubre de 2011, ordenadas alfabéticamente. Para cada una se indica el nombre binomial seguido del autor, abreviado según las convenciones y usos.
- Psilotrichum erythrostachyum Gagnep.
- Psilotrichum ferrugineum (Roxb.) Moq.
- Psilotrichum scleranthum Thwaites
- Psilotrichum sericeum (J. König ex Roxb.) Dalzell
- Psilotrichum yunnanense D.D. Tao